# Tahiel Lucero
Tahiel Lucero (Quines, provincia de San Luis, 8 de julio de 1998) es un compositor, pianista y estudiante argentino. Es considerado el artista más importante de Quines en la actualidad. Además de pianista es profesor y bailarín de danzas folclóricas.

## Biografía

### Sus primeros pasos
Empezó a tocar el piano a los 4 años de edad inspirado por su padre Dante Lucero quien también es pianista, al igual que sus tíos y sus hermanas mayores Daniela, Julieta, Natalia y María de Nazaret. Estudió hasta los 8 años en su pueblo natal Quines, y desde los nueve en Villa Dolores (Córdoba) en el Conservatorio Mozart con la profesora Gladys Diez de Casco, donde se graduó como maestro elemental de piano.
Comenzó a bailar folklore cuando tenía 3 años y entre sus hitos más importantes con la danza están haberse recibido de profesor con la Escuela de Danzas Juan de Los Santos Amores (IDAF) y haber participado con Raíces Argentinas en la Fiesta Nacional de la Calle Angosta en el 2015 y un festival internacional de danza en Chile en el 2016.
En el año 2016, en el cual se encontraba cursando en el último año de la escuela, se presenta al concurso en línea para quedar seleccionado a Iguazú en Concierto, en el cual obtendría 6 mil votos que le permitieron formar parte de dicho concierto en mayo de 2016, siendo el único argentino de esa edición. Ese concierto le abrió las puertas al Conservatorio Superior de Música Ástor Piazzolla, en el cual empezaría a concurrir en 2017.

### Como estudiante universitario
En el 2017 de muda a la capital en donde comenzaría a estudiar concertista de piano en el Conservatorio Superior de Música Ástor Piazzolla. Participó de clases magistrales de Edith Fischer (Chile), Armands Abols (Letonia), Pablo Vucetich (Argentina) y Rubén Talón (España). 

## Conciertos
- Iguazú en Concierto: participó en él en el año 2016, el cual es un mega encuentro de jóvenes músicos de todo el mundo que realizado en las Cataratas del Iguazú todos los años.[1][2][5][6]
- Concierto en el Hotel Internacional Potrero de los Funes: realizado en Potrero de los Funes en el año 2016.[7]
- Concierto en el Centro Cultural Puente Blanco: realizado en la Ciudad de San Luis en el año 2016.[8][3]
- Concierto en el Salón Blanco de Terrazas del Portezuelo: realizado en la casa de gobierno de la Ciudad de San Luis en el año 2016.[9][10]
- Concierto en el Centro Cultural Kirchner: se realizó en la Sala de Honor del Centro Cultural Kirchner de la ciudad de Buenos Aires junto a Marcos Lombardi (violín) y Matías Uriel Gluck (piano) en el 2019.[11]